# Anopsicus banksi
Anopsicus banksi är en spindelart som först beskrevs av Willis J. Gertsch 1939.  Anopsicus banksi ingår i släktet Anopsicus och familjen dallerspindlar. Inga underarter finns listade i Catalogue of Life.